# Calendario dariano

La rotazione di Marte

Il calendario dariano è un sistema proposto per permettere di misurare lo scorrere del tempo su Marte nell'eventualità di una futura colonizzazione del pianeta rosso. È stato creato dall'ingegnere aerospaziale e scienziato politico Thomas Gangale nel 1985 e chiamato così da lui in onore di suo figlio Darius.

## Tempo marziano
I periodi temporali di base su cui è costruito il calendario sono il giorno solare marziano (chiamato anche sol) e l'anno tropico marziano, che è leggermente differente dall'anno tropico terrestre. Il sol è 39 minuti e 35,244 secondi più lungo del giorno solare terrestre e l'anno tropico marziano dura 668,5907 sol. Il decennio marziano è formato da sei anni da 669 sol (anni dispari) e quattro anni da 668 sol (anni pari). I primi sono chiamati anni bisestili anche se sono più frequenti di quelli non bisestili.

## Struttura del calendario
L'anno è diviso in 24 mesi ed in 4 quarti di 6 mesi ciascuno. I primi 5 mesi di ogni quarto hanno 28 sol; il sesto mese ne ha solo 27, a meno che non sia il ventiquattresimo mese di un anno bisestile: in tal caso contiene un giorno in più.
Il calendario mantiene una settimana di 7 sol, ma la settimana riparte dal primo sol all'inizio di ogni mese. Se un mese ha 27 sol, l'ultimo sol della settimana è omesso. Ciò è stato studiato per far sì che la lunghezza della normale settimana marziana coincida con la lunghezza della settimana terrestre, sebbene bisogni tener conto del fatto che 28 giorni terrestri sono uguali a 27 + ¼ sol e non 27 + 5/6 sol. L'ultimo sol in un mese con 27 sol è festivo, così da preservare il fine settimana di 2 sol.
I nomi dei sol sono sol solis, sol lunae, sol martius, sol mercurii, sol jovis, sol veneris, sol saturni.
Nella tabella seguente è rappresentato il calendario dariano. I sol in grassetto sono festivi.
| Sagittarius | Sagittarius | Sagittarius | Sagittarius | Sagittarius | Sagittarius | Sagittarius |    | Dhanus   | Dhanus   | Dhanus   | Dhanus   | Dhanus   | Dhanus   | Dhanus   |    | Capricornus | Capricornus | Capricornus | Capricornus | Capricornus | Capricornus | Capricornus |
| So          | Lu          | Ma          | Me          | Jo          | Ve          | Sa          | So | Lu       | Ma       | Me       | Jo       | Ve       | Sa       | So       | Lu | Ma          | Me          | Jo          | Ve          | Sa          |             |             |
| 1           | 2           | 3           | 4           | 5           | 6           | 7           | 1  | 2        | 3        | 4        | 5        | 6        | 7        | 1        | 2  | 3           | 4           | 5           | 6           | 7           |             |             |
| 8           | 9           | 10          | 11          | 12          | 13          | 14          | 8  | 9        | 10       | 11       | 12       | 13       | 14       | 8        | 9  | 10          | 11          | 12          | 13          | 14          |             |             |
| 15          | 16          | 17          | 18          | 19          | 20          | 21          | 15 | 16       | 17       | 18       | 19       | 20       | 21       | 15       | 16 | 17          | 18          | 19          | 20          | 21          |             |             |
| 22          | 23          | 24          | 25          | 26          | 27          | 28          | 22 | 23       | 24       | 25       | 26       | 27       | 28       | 22       | 23 | 24          | 25          | 26          | 27          | 28          |             |             |
|             |             |             |             |             |             |             |    |          |          |          |          |          |          |          |    |             |             |             |             |             |             |             |
| Makara      | Makara      | Makara      | Makara      | Makara      | Makara      | Makara      |    | Aquarius | Aquarius | Aquarius | Aquarius | Aquarius | Aquarius | Aquarius |    | Kumbha      | Kumbha      | Kumbha      | Kumbha      | Kumbha      | Kumbha      | Kumbha      |
| So          | Lu          | Ma          | Me          | Jo          | Ve          | Sa          | So | Lu       | Ma       | Me       | Jo       | Ve       | Sa       | So       | Lu | Ma          | Me          | Jo          | Ve          | Sa          |             |             |
| 1           | 2           | 3           | 4           | 5           | 6           | 7           | 1  | 2        | 3        | 4        | 5        | 6        | 7        | 1        | 2  | 3           | 4           | 5           | 6           | 7           |             |             |
| 8           | 9           | 10          | 11          | 12          | 13          | 14          | 8  | 9        | 10       | 11       | 12       | 13       | 14       | 8        | 9  | 10          | 11          | 12          | 13          | 14          |             |             |
| 15          | 16          | 17          | 18          | 19          | 20          | 21          | 15 | 16       | 17       | 18       | 19       | 20       | 21       | 15       | 16 | 17          | 18          | 19          | 20          | 21          |             |             |
| 22          | 23          | 24          | 25          | 26          | 27          | 28          | 22 | 23       | 24       | 25       | 26       | 27       | 28       | 22       | 23 | 24          | 25          | 26          | 27          |             |             |             |
|             |             |             |             |             |             |             |    |          |          |          |          |          |          |          |    |             |             |             |             |             |             |             |
| Pisces      | Pisces      | Pisces      | Pisces      | Pisces      | Pisces      | Pisces      |    | Mina     | Mina     | Mina     | Mina     | Mina     | Mina     | Mina     |    | Aries       | Aries       | Aries       | Aries       | Aries       | Aries       | Aries       |
| So          | Lu          | Ma          | Me          | Jo          | Ve          | Sa          | So | Lu       | Ma       | Me       | Jo       | Ve       | Sa       | So       | Lu | Ma          | Me          | Jo          | Ve          | Sa          |             |             |
| 1           | 2           | 3           | 4           | 5           | 6           | 7           | 1  | 2        | 3        | 4        | 5        | 6        | 7        | 1        | 2  | 3           | 4           | 5           | 6           | 7           |             |             |
| 8           | 9           | 10          | 11          | 12          | 13          | 14          | 8  | 9        | 10       | 11       | 12       | 13       | 14       | 8        | 9  | 10          | 11          | 12          | 13          | 14          |             |             |
| 15          | 16          | 17          | 18          | 19          | 20          | 21          | 15 | 16       | 17       | 18       | 19       | 20       | 21       | 15       | 16 | 17          | 18          | 19          | 20          | 21          |             |             |
| 22          | 23          | 24          | 25          | 26          | 27          | 28          | 22 | 23       | 24       | 25       | 26       | 27       | 28       | 22       | 23 | 24          | 25          | 26          | 27          | 28          |             |             |
|             |             |             |             |             |             |             |    |          |          |          |          |          |          |          |    |             |             |             |             |             |             |             |
| Mesha       | Mesha       | Mesha       | Mesha       | Mesha       | Mesha       | Mesha       |    | Taurus   | Taurus   | Taurus   | Taurus   | Taurus   | Taurus   | Taurus   |    | Rishabha    | Rishabha    | Rishabha    | Rishabha    | Rishabha    | Rishabha    | Rishabha    |
| So          | Lu          | Ma          | Me          | Jo          | Ve          | Sa          | So | Lu       | Ma       | Me       | Jo       | Ve       | Sa       | So       | Lu | Ma          | Me          | Jo          | Ve          | Sa          |             |             |
| 1           | 2           | 3           | 4           | 5           | 6           | 7           | 1  | 2        | 3        | 4        | 5        | 6        | 7        | 1        | 2  | 3           | 4           | 5           | 6           | 7           |             |             |
| 8           | 9           | 10          | 11          | 12          | 13          | 14          | 8  | 9        | 10       | 11       | 12       | 13       | 14       | 8        | 9  | 10          | 11          | 12          | 13          | 14          |             |             |
| 15          | 16          | 17          | 18          | 19          | 20          | 21          | 15 | 16       | 17       | 18       | 19       | 20       | 21       | 15       | 16 | 17          | 18          | 19          | 20          | 21          |             |             |
| 22          | 23          | 24          | 25          | 26          | 27          | 28          | 22 | 23       | 24       | 25       | 26       | 27       | 28       | 22       | 23 | 24          | 25          | 26          | 27          |             |             |             |
|             |             |             |             |             |             |             |    |          |          |          |          |          |          |          |    |             |             |             |             |             |             |             |
| Gemini      | Gemini      | Gemini      | Gemini      | Gemini      | Gemini      | Gemini      |    | Mithuna  | Mithuna  | Mithuna  | Mithuna  | Mithuna  | Mithuna  | Mithuna  |    | Cancer      | Cancer      | Cancer      | Cancer      | Cancer      | Cancer      | Cancer      |
| So          | Lu          | Ma          | Me          | Jo          | Ve          | Sa          | So | Lu       | Ma       | Me       | Jo       | Ve       | Sa       | So       | Lu | Ma          | Me          | Jo          | Ve          | Sa          |             |             |
| 1           | 2           | 3           | 4           | 5           | 6           | 7           | 1  | 2        | 3        | 4        | 5        | 6        | 7        | 1        | 2  | 3           | 4           | 5           | 6           | 7           |             |             |
| 8           | 9           | 10          | 11          | 12          | 13          | 14          | 8  | 9        | 10       | 11       | 12       | 13       | 14       | 8        | 9  | 10          | 11          | 12          | 13          | 14          |             |             |
| 15          | 16          | 17          | 18          | 19          | 20          | 21          | 15 | 16       | 17       | 18       | 19       | 20       | 21       | 15       | 16 | 17          | 18          | 19          | 20          | 21          |             |             |
| 22          | 23          | 24          | 25          | 26          | 27          | 28          | 22 | 23       | 24       | 25       | 26       | 27       | 28       | 22       | 23 | 24          | 25          | 26          | 27          | 28          |             |             |
|             |             |             |             |             |             |             |    |          |          |          |          |          |          |          |    |             |             |             |             |             |             |             |
| Karka       | Karka       | Karka       | Karka       | Karka       | Karka       | Karka       |    | Leo      | Leo      | Leo      | Leo      | Leo      | Leo      | Leo      |    | Simha       | Simha       | Simha       | Simha       | Simha       | Simha       | Simha       |
| So          | Lu          | Ma          | Me          | Jo          | Ve          | Sa          | So | Lu       | Ma       | Me       | Jo       | Ve       | Sa       | So       | Lu | Ma          | Me          | Jo          | Ve          | Sa          |             |             |
| 1           | 2           | 3           | 4           | 5           | 6           | 7           | 1  | 2        | 3        | 4        | 5        | 6        | 7        | 1        | 2  | 3           | 4           | 5           | 6           | 7           |             |             |
| 8           | 9           | 10          | 11          | 12          | 13          | 14          | 8  | 9        | 10       | 11       | 12       | 13       | 14       | 8        | 9  | 10          | 11          | 12          | 13          | 14          |             |             |
| 15          | 16          | 17          | 18          | 19          | 20          | 21          | 15 | 16       | 17       | 18       | 19       | 20       | 21       | 15       | 16 | 17          | 18          | 19          | 20          | 21          |             |             |
| 22          | 23          | 24          | 25          | 26          | 27          | 28          | 22 | 23       | 24       | 25       | 26       | 27       | 28       | 22       | 23 | 24          | 25          | 26          | 27          |             |             |             |
|             |             |             |             |             |             |             |    |          |          |          |          |          |          |          |    |             |             |             |             |             |             |             |
| Virgo       | Virgo       | Virgo       | Virgo       | Virgo       | Virgo       | Virgo       |    | Kanya    | Kanya    | Kanya    | Kanya    | Kanya    | Kanya    | Kanya    |    | Libra       | Libra       | Libra       | Libra       | Libra       | Libra       | Libra       |
| So          | Lu          | Ma          | Me          | Jo          | Ve          | Sa          | So | Lu       | Ma       | Me       | Jo       | Ve       | Sa       | So       | Lu | Ma          | Me          | Jo          | Ve          | Sa          |             |             |
| 1           | 2           | 3           | 4           | 5           | 6           | 7           | 1  | 2        | 3        | 4        | 5        | 6        | 7        | 1        | 2  | 3           | 4           | 5           | 6           | 7           |             |             |
| 8           | 9           | 10          | 11          | 12          | 13          | 14          | 8  | 9        | 10       | 11       | 12       | 13       | 14       | 8        | 9  | 10          | 11          | 12          | 13          | 14          |             |             |
| 15          | 16          | 17          | 18          | 19          | 20          | 21          | 15 | 16       | 17       | 18       | 19       | 20       | 21       | 15       | 16 | 17          | 18          | 19          | 20          | 21          |             |             |
| 22          | 23          | 24          | 25          | 26          | 27          | 28          | 22 | 23       | 24       | 25       | 26       | 27       | 28       | 22       | 23 | 24          | 25          | 26          | 27          | 28          |             |             |
|             |             |             |             |             |             |             |    |          |          |          |          |          |          |          |    |             |             |             |             |             |             |             |
| Tula        | Tula        | Tula        | Tula        | Tula        | Tula        | Tula        |    | Scorpius | Scorpius | Scorpius | Scorpius | Scorpius | Scorpius | Scorpius |    | Vrishika    | Vrishika    | Vrishika    | Vrishika    | Vrishika    | Vrishika    | Vrishika    |
| So          | Lu          | Ma          | Me          | Jo          | Ve          | Sa          | So | Lu       | Ma       | Me       | Jo       | Ve       | Sa       | So       | Lu | Ma          | Me          | Jo          | Ve          | Sa          |             |             |
| 1           | 2           | 3           | 4           | 5           | 6           | 7           | 1  | 2        | 3        | 4        | 5        | 6        | 7        | 1        | 2  | 3           | 4           | 5           | 6           | 7           |             |             |
| 8           | 9           | 10          | 11          | 12          | 13          | 14          | 8  | 9        | 10       | 11       | 12       | 13       | 14       | 8        | 9  | 10          | 11          | 12          | 13          | 14          |             |             |
| 15          | 16          | 17          | 18          | 19          | 20          | 21          | 15 | 16       | 17       | 18       | 19       | 20       | 21       | 15       | 16 | 17          | 18          | 19          | 20          | 21          |             |             |
| 22          | 23          | 24          | 25          | 26          | 27          | 28          | 22 | 23       | 24       | 25       | 26       | 27       | 28       | 22       | 23 | 24          | 25          | 26          | 27          | (28)        |             |             |

L'ultimo giorno di vrishika non è presente in tutti gli anni.

## Inizio dell'anno
L'anno marziano inizia vicino all'equinozio di primavera nell'emisfero nord del pianeta. Marte ha un'inclinazione assiale simile a quella della Terra, quindi le stagioni marziane sono percepibili, sebbene l'eccentricità orbitale dell'orbita marziana attorno al Sole sia molto grande confrontata con quella terrestre: ciò significa che esse sono molto amplificate nell'emisfero sud e mascherate in quello nord. Calcoli sul calendario dariano hanno determinato che ci sarà un lieve allungamento dell'anno tropico marziano tra diverse migliaia di anni. A causa di ciò sarebbe necessario un calendario più complesso.

## Dispute
Alcuni punti del calendario dariano sono soggetti a dispute. La maggiore di esse riguarda la scelta dell'inizio degli anni (l'anno zero del calendario dariano). All'inizio fu scelto il 1975 come riconoscimento del programma Viking statunitense come il primo tentativo di atterraggio sulla superficie marziana avvenuto con successo. Questa scelta però appariva eccessivamente campanilista e le maggiori osservazioni telescopiche dei passati 400 anni avrebbero avuto date negative. Ora l'anno zero più indicato è il 1609, suggerito da Peter Kokh, come riconoscimento dell'uso da parte di Giovanni Keplero delle osservazioni di Marte di Tycho Brahe per la formulazione delle leggi di Keplero sul moto dei pianeti e della prima osservazione di Marte di Galileo Galilei con il telescopio.
Anche la nomenclatura è soggetta a disputa, sebbene con meno forza. I nomi dei 24 mesi furono scelti provvisoriamente da Gangale prendendoli dai nomi delle costellazioni dello zodiaco in latino ed in sanscrito. I nomi dei 7 sol della settimana sono stati presi dai nomi del Sole, della Luna e dei 5 pianeti più luminosi visti da Marte, compresa la Terra. Anche queste scelte sono state criticate perché ritenute campaniliste. Quindi sono stati proposti diversi altri calendari, identici per struttura ma differenti per nomenclatura. Il calendario dariano Defrost, ad esempio, utilizza nuovi nomi per i mesi scegliendo le lettere e la lunghezza del nome seguendo l'ordine dei mesi e delle stagioni. Il calendario utopistico progettato dal Mars Time Group nel 2001 ha ulteriori suggerimenti per la modifica della nomenclatura.
Il calendario non mantiene il ciclo dei giorni della settimana. Ciò è inaccettabile per i membri di religioni che includono la settimana di 7 giorni nel loro credo. È stata questa una delle cause che hanno impedito l'adozione del calendario mondiale.

## Calendario marziano
Nel 2002 Gangale escogitò una variante del calendario dariano che riconcilia i mesi ed i sol della settimana in un modello che si ripete e rimosse il bisogno di omettere giorni della settimana. Nella variante martiana tutti i mesi in un dato quarto iniziano con lo stesso sol della settimana, ma il sol con cui inizia ogni mese cambia da un quarto a quello successivo.
La tabella seguente mostra il sol della settimana col quale inizia ogni mese nel quarto. Il primo quarto corrisponde alla primavera nell'emisfero settentrionale di Marte ed all'autunno nell'emisfero meridionale.
|              | Primo quarto | Secondo quarto | Terzo quarto | Ultimo quarto |
| ------------ | ------------ | -------------- | ------------ | ------------- |
| Anni pari    | Sol solis    | Sol saturni    | Sol veneris  | Sol jovis     |
| Anni dispari | Sol mercurii | Sol martis     | Sol lunae    | Sol solis     |

L'aggiunta di un sol avviene alla fine degli anni dispari come nel calendario dariano originale. Se l'ultimo mese degli anni dispari contiene 28 sol, l'anno seguente comincia con il sol solis, come risultato di un ciclo biennale in cui il rapporto dei sol della settimana con i mesi si ripete. Il sol che si aggiunge ogni 10 anni non è contato come parte della settimana, di conseguenza la rotazione biennale dei sol della settimana non è interrotta. Lo schema martiana evita la necessità, propria del calendario dariano, di accorciare la settimana a 6 sol tre o quattro volte all'anno. Lo svantaggio è che lo schema risulta in un ciclo biennale per riconciliare i sol della settimana con i mesi, mentre il calendario dariano è ripetibile di mese in mese.

## Altri calendari dariani
Nel 1998 Gangale adattò il calendario dariano per l'uso sulle quattro lune galileiane di Giove scoperte da Galileo nel 1610: Io, Europa, Ganimede e Callisto. Nel 2003 ha creato una variante del calendario per Titano.